# Centrul Național de Tir

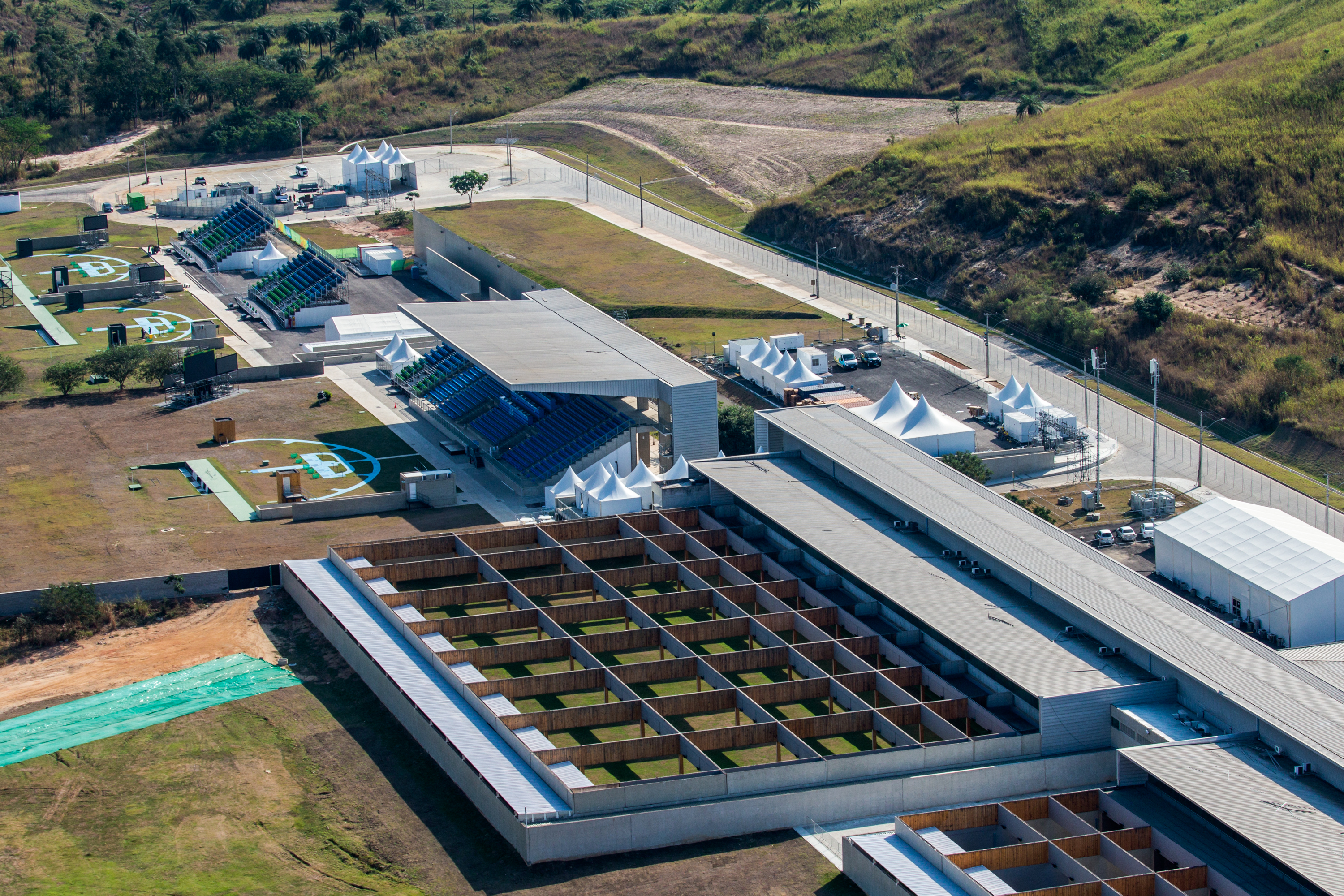
Centrul Național de Tir

Centrul Național de Tir este o arenă de tir din Rio de Janeiro, Brazilia. Aici s-au desfășurat probele de tir sportiv de la Jocurile Olimpice de vară din 2016. A fost construită inițial pentru Jocurile Panamericane din 2007.
Face parte din complexul X-Park (sau Parcul Radical) și este situat în partea de nord-vest a orașului, în zona Deodoro. Are o capacitate de 7.577 de spectatori.
După terminarea Jocurilor, va fi dată în folosința Armatei braziliene.